# Antonín Sýkora (kněz)
Antonín Sýkora (18. července 1912 Lubná, okr. Svitavy – 14. listopadu 1993 Jaroměř) byl český římskokatolický duchovní, nositel titulu monsignore, čestný konzistorní rada, osobní děkan, farář v Josefově (1. srpna 1948 – 17. října 1993) a v Jasenné (1. srpna 1948 – 15. prosince 1961, a 1. května 1970 – 17. října 1993).

## Život
Antonín Sýkora se narodil v Lubné (čp. 165) v tehdejším okrese Litomyšl. Po vyučení mlynářskému řemeslu vykonával tuto profesi až do nástupu do základní vojenské služby. Tam se rozhodl pro studium kněžství. Nejprve si proto doplnil středoškolské vzdělání, když šel studovat na klasické gymnázium v Praze na Žižkově, kde maturoval 31. května 1940. Následně vystudoval pětileté bohosloví na kněžském semináři v Hradci Králové, kde dne 17. června 1945 přijal kněžské svěcení (z rukou biskupa Mořice Píchy).
Nejprve tři roky (1. srpna 1945 – 31. července 1948) sloužil jako kaplan v Chrasti nedaleko Chrudimi a poté byl ustanoven duchovním správcem v Josefově a Jasenné. Kněžskou službu na Josefově vykonával 45 let až do 17. října 1993. Je popisován člověk příkladné služby věřícím, trpícím, opuštěným i nemocným. V době komunistické totality byl zejména koncem 40. a počátkem 50. let 20. století politicky perzekvován, vyslýchán, odsouzen i pokutován.
U příležitosti jeho 80. narozenin mu byl dne 20. července 1992 udělen papežem Janem Pavlem II. čestný titul monsignore (papežský kaplan). Obdržel jej za věrnou a příkladnou službu veřejnosti, za obnovu 32 kulturních sakrálních památek, kostelů, kaplí, sousoší a soch v 10 obcích, za pořízení 9 nových zvonů v 6 obcích, za zbudování smuteční síně s kolumbáriem v Jasenné (1972), za to, že vychoval dva novokněze, i za to, že byl duchovním vůdcem řádových sester. Zároveň mu zastupitelstvo Jaroměře téhož dne udělilo čestné občanství a Pamětní medaili města Jaroměře.
Antonín Sýkora zemřel v neděli 14. listopadu 1993 v 7:10 ráno po těžké nemoci. Ještě měsíc před smrtí sloužil mše. Poslední rozloučení proběhlo v pátek 19. listopadu 1993 v kostele Nanebevstoupení Páně v Josefově a v kostele sv. Mikuláše v Sebranicích u Litomyšle, kde byl téhož dne pohřben do rodinného hrobu Dansových za značné účasti veřejnosti. Obě mše svaté celebroval a pohřební obřady řídil tehdejší královéhradecký biskup Karel Otčenášek.

## Připomínky
V červenci 2002 mu byla z iniciativy Klubu přátel Josefova odhalena mramorová pamětní deska v kostele v Josefově.